# 婆閏
婆閏（呉音：ばにん、漢音：はじゅん、拼音：Pórùn、生没年不詳）は、回紇部の俟利発（イルテベル：部族長）で瀚海都督。吐迷度の子。姓は薬羅葛（ヤグラカル）氏で、名は婆閏。

## 生涯
貞観22年（648年）、父の吐迷度が烏紇によって殺され、その烏紇も燕然副都護の元礼臣によって殺されると、前左屯衛大将軍・翊衛左郎将であった婆閏は左驍衛大将軍・大俟利発・使持節・迴紇部落諸軍事・瀚海都督となって父の後を継いだ。
永徽2年（651年）、西突厥の阿史那賀魯が北庭を攻撃したため、唐の高宗は将軍の梁建方と契苾何力の領兵2万に回紇部の5万騎を率いさせて阿史那賀魯を撃破し、ふたたび北庭を取り戻した。
永徽6年（655年）、婆閏は回紇部の兵を蕭嗣業に従軍させて唐の高句麗征伐に参加した。
顕慶元年（656年）、阿史那賀魯がまた辺境を犯したため、唐は程知節・蘇定方・任雅相・蕭嗣業の領兵と回紇部の兵を併せて阿史那賀魯を陰山で大破し、さらに金牙山でも破って西の耶羅川まで駆逐した。これによって阿史那賀魯が石国（タシュケント）に逃走したので、婆閏は蘇定方に随従して阿史那賀魯を追撃した。婆閏と蘇定方が石国西北の蘇咄城まで迫ったため、城主の伊涅達干（イネル・タルカン）は阿史那賀魯を捕えて洛陽に送ってやった。唐はこれらの功により婆閏を右衛大将軍・瀚海都督とした。
龍朔中（661年 - 663年）、婆閏が死に、甥の比粟毒（比栗）が後を継いだ。

## 参考資料
- 『旧唐書』（列伝第一百四十五 迴紇）
- 『新唐書』（列伝第一百四十二上 回鶻上）